# فرناندو ليديسما
فرناندو ليديسما (بالإسبانية: Fernando Ledesma)‏ هو لاعب كرة قدم أرجنتيني في مركز قلب الدفاع، ولد في 3 يناير 1992 في Monte Buey ‏ في الأرجنتين. لعب مع نيولز أولد بويز.

## وصلات خارجية
- فرناندو ليديسما على موقع قاعدة بيانات كرة القدم.إي يو (الإنجليزية)
- فرناندو ليديسما على موقع Soccerway.com (الإنجليزية)